# Kommunikative Bibelübersetzung
Mit dem Begriff kommunikative Bibelübersetzung bezeichnet man einen Typ von Bibelübersetzung, der die Kommunikationswirksamkeit zur ersten Norm nimmt, also das Verständnis des Rezipienten bzw. die „Wirkungstreue“. Man spricht auch von „dynamischer“, „funktionaler“ und „kommunikativer“ Äquivalenz, womit eine Gleichwertigkeit von Ziel- und Ausgangstext hinsichtlich gleicher „kommunikativer Werte“ (gleichwertige kommunikative Wirkung bzw. Funktion), nicht notwendig auch gleicher Bedeutung (Sinntreue) gemeint ist. Ausdrücke, die in der Zielsprache uneindeutig gebraucht werden, werden bei diesem Übersetzungstyp vermieden. Das verunmöglicht oft Formulierungen, die der Satzstruktur oder der Semantik der Einzelworte des Ausgangstextes parallel bleiben („formale Äquivalenz“). Derartige „wörtlichere“ Bedeutungen werden hin und wieder ergänzend beigegeben. Bei der zunehmenden Säkularisierungstendenz unserer Gesellschaft werden die Bibel und ihr Inhalt von immer weniger Menschen verstanden. Ziel einer kommunikativen Bibelübersetzung ist es, hier Abhilfe zu schaffen und die Texte so zu vermitteln, dass sie direkt verstanden werden. Beispiele für kommunikative Übersetzungen des Alten und Neuen Testaments stammen z. B. von dem US-amerikanischen Theologen und Linguisten Eugene Nida.

## Vor- und Nachteile
Vertreter einer kommunikativen Übersetzung betonen z. B. Unterschiede in der Kultur, in welcher der Ausgangstext entstand, und jener, für welche der Zieltext anzufertigen ist. Beispielsweise haben sich mit einem Wandel der Lebensumstände auch die eingeprägten Assoziationen zu bestimmten Motiven oder die Wertvorstellungen etwa bezüglich der Familienstrukturen verändert. Speziell Texte, die mit derartigen Bild- und Wertvorstellungen arbeiten, wie etwa Parabeln, sind daher schwer zugleich formal wie funktional äquivalent zu übersetzen. Sofern aber der intendierte Übersetzungszweck das Verständnis des Rezipienten präferiert, müsse ggf. eine vom Ausgangstext abweichende Sprachform gesucht werden, welche in der Zielsprache die Funktion des Ausgangstextes gleichwertig erfüllen kann. Dies führt natürlich auch dazu, dass im Ausgangstext identische Wörter im Zieltext je nach Kontext mit verschiedenen Ausdrücken wiedergegeben werden.
Die Präferenz kommunikativer vor formaler Äquivalenz führt dazu, dass der Übersetzer nach kommunikativ wertgleichen Formulierungen in der Zielsprache selbst suchen muss. Der Eigenanteil an interpretativen Eingriffen in Textstruktur und Semantik ist daher naturgemäß höher, zumal Mehrdeutigkeiten vereindeutigt werden müssen. Einige Kritiker halten kommunikativen Bibelübersetzungen daher „schwerwiegende Umdeutungen“ vor und halten das Übersetzungsprinzip funktionaler Äquivalenz weit eher für reine Gebrauchstexte wie etwa technische Bedienungsanleitungen für tauglich.

## Verwendung
In vielen christlichen Gemeinden, sowohl der evangelischen Landeskirchen, der katholischen Kirche als auch der evangelischen Freikirchen, werden kommunikative Bibelübersetzungen eingesetzt. Im fachwissenschaftlichen Gebrauch sind in der Regel nur formal-äquivalente Übersetzungen akzeptabel.

## Beispiele kommunikativer Bibelübersetzungen
Beispiele für kommunikative Bibelübersetzungen sind:
- BasisBibel
- Da Jesus und seine Hawara
- Gute Nachricht Bibel
- Hoffnung für alle
- Neue evangelistische Übersetzung
- Neue Genfer Übersetzung
- Neues Leben
- Volxbibel

Nachfolgende Tabelle bietet einen sprachlichen Vergleich zwischen verschiedenen kommunikativen Übersetzungen mit einer aktuellen Variante der Lutherbibel als Referenz. Verglichen werden dazu jeweils die ersten beiden Verse aus dem Buch Genesis und die ersten drei Verse der Weihnachtsgeschichte aus dem Evangelium nach Lukas.
| Luther 2017 | BasisBibel                                                                                              | Gute Nachricht | Hoffnung für alle | Neue evangelistische Übersetzung | Neue Genfer Übersetzung | Neues Leben Bibel |
| --- | --- | --- | --- | --- | --- | --- |
| Am Anfang schuf Gott Himmel und Erde.                                                                           | Am Anfang erschuf Gott Himmel und Erde.                                                                 | Am Anfang schuf Gott Himmel und Erde.                                                                                           | Im Anfang schuf Gott Himmel und Erde.                                                                                 | Am Anfang schuf Gott Himmel und Erde. | Am Anfang schuf Gott Himmel und Erde.                                                                                          | Am Anfang schuf Gott den Himmel und die Erde.                                                                         |
| Und die Erde war wüst und leer und Finsternis lag auf der Tiefe; und der Geist Gottes schwebte über dem Wasser. | Die Erde war wüst und leer, und Finsternis lag über dem Urmeer. Über dem Wasser schwebte Gottes Geist.  | Die Erde war leer und öde, Dunkel bedeckte sie und wogendes Wasser, und über den Fluten schwebte Gottes Geist.                  | Die Erde war formlos und leer. Finsternis lag über der Tiefe, und der Geist Gottes schwebte über dem wogenden Wasser. | Noch war die Erde leer und ungestaltet, von tiefen Fluten bedeckt. Finsternis herrschte, aber über dem Wasser schwebte der Geist Gottes. | Die Erde war ungestaltet und leer, Finsternis lag über den tiefen Fluten, und über dem Wasser schwebte der Geist Gottes.       | Die Erde aber war wüst und öde, finster war es über den Wassern. Und der Geist Gottes schwebte über der Wasserfläche. |
| Es begab sich aber zu der Zeit, dass ein Gebot von dem Kaiser Augustus ausging, dass alle Welt geschätzt würde. | Zu derselben Zeit befahl Kaiser Augustus, im ganzen Römischen Reich eine Volkszählung durchzuführen.    | Zu jener Zeit ordnete Kaiser Augustus an, dass alle Menschen in seinem Reich gezählt und für die Steuer erfasst werden sollten. | In dieser Zeit befahl der Kaiser Augustus, alle Bewohner des römischen Reiches in Steuerlisten einzutragen.           | Damals befahl der Kaiser Augustus, alle Bewohner des Römischen Reiches zu zählen und in Steuerlisten einzutragen.                        | In jener Zeit erließ Kaiser Augustus den Befehl an alle Bewohner seines Weltreiches, sich in Steuerlisten eintragen zu lassen. | Zu jener Zeit ordnete der römische Kaiser Augustus eine Volkszählung im ganzen römischen Reich an.                    |
| Und diese Schätzung war die allererste und geschah zur Zeit, da Quirinius Statthalter in Syrien war.            | Es war die erste Volkszählung. Sie fand statt, als Quirinius römischer Statthalter in Syrien war.       | Diese Zählung war die erste und wurde durchgeführt, als Quirinius Statthalter der Provinz Syrien war.                           | Eine solche Volkszählung hatte es noch nie gegeben. Sie wurde durchgeführt, als Quirinius Statthalter in Syrien war.  | Es war das erste Mal, das solch eine Volkszählung durchgeführt wurde. Sie geschah, als Quirinius Statthalter der Provinz Syrien war.     | Es war das erste Mal, dass solch eine Erhebung durchgeführt wurde; damals war Quirinius Gouverneur von Syrien.                 | Dies war die erste Volkszählung; sie wurde durchgeführt, als Quirinius Statthalter von Syrien war.                    |
| Und jedermann ging, dass er sich schätzen ließe, ein jeglicher in seine Stadt.                                  | Da machten sich alle auf, um sich in die Steuerlisten eintragen zu lassen – jeder in seine Heimatstadt. | Und alle gingen hin, um sich einschreiben zu lassen, jeder in die Heimatstadt seiner Vorfahren.                                 | Jeder musste in seine Heimatstadt gehen, um sich dort eintragen zu lassen.                                            | So ging jeder in die Stadt, aus der er stammte, um sich eintragen zu lassen.                                                             | So ging jeder in die Stadt, aus der er stammt, um sich dort eintragen zu lassen.                                               | Alle Menschen kehrten in ihre Heimatstadt zurück, um sich für die Zählung eintragen zu lassen.                        |

## Weitere Übersetzungstypen
- Wort-für-Wort-Übersetzung (Interlinearübersetzung)[9] (z. B. Interlinearübersetzung des Neuen Testaments, hrsg. von E. Dietzfelbinger)[10]
- Wörtliche/Philologische Übersetzung[11] (z. B. Menge-Bibel, Zürcher Bibel, Elberfelder Bibel)[12]